# ديريك هاركر
ديريك هاركر هو لاعب هوكي الجليد كندي، ولد في 7 يناير 1951 في إدمونتون في كندا.

## وصلات خارجية
- ديريك هاركر على موقع EliteProspects.com (الإنجليزية)
- ديريك هاركر على موقع HockeyDB.com (الإنجليزية)